# Tribe of Judah
Tribe of Judah är en internationell kristen MC-klubb som bildades av Ben Priest, en före detta kriminell biker, som 1980 blivit frälst; de har idag 60 avdelningar, fördelade på tio länder.